# Campionati europei di pattinaggio di velocità 2014
I Campionati europei di pattinaggio di velocità 2014 sono stati la 108ª edizione della manifestazione. Si sono svolti a Hamar, in Norvegia, l'11 e il 12 gennaio 2014.

L'olandese Jan Blokhuijsen ha vinto il titolo maschile per la prima volta. La sua connazionale Ireen Wüst ha conquistato per la terza volta il titolo femminile.

## Programma
| Giorno          | Ora (UTC+1) | Prova            |
| --------------- | ----------- | ---------------- |
| 11 gennaio 2014 | 12:50       | 500 m femminili  |
| 11 gennaio 2014 | 13:21       | 500 m maschili   |
| 11 gennaio 2014 | 14:16       | 3000 m femminili |
| 11 gennaio 2014 | 15:59       | 5000 m maschili  |
| 12 gennaio 2014 | 13:00       | 1500 m femminili |
| 12 gennaio 2014 | 14:03       | 1500 m maschili  |
| 12 gennaio 2014 | 15:04       | 5000 m femminili |
| 12 gennaio 2014 | 15:40       | 10000 m maschili |

## Campionati maschili
| Pos. | Atleta              | Nazione     | Tempo |
| ---- | ------------------- | ----------- | ----- |
| 1    | Håvard Bøkko        | Norvegia    | 35"99 |
| 2    | Konrad Niedźwiedzki | Polonia     | 36"06 |
| 3    | Zbigniew Bródka     | Polonia     | 36"07 |
| 4    | Koen Verweij        | Paesi Bassi | 36"11 |
| 5    | David Andersson     | Svezia      | 36"33 |

| Pos. | Atleta                | Nazione     | Tempo   |
| ---- | --------------------- | ----------- | ------- |
| 1    | Jan Blokhuijsen       | Paesi Bassi | 6'15"89 |
| 2    | Douwe de Vries        | Paesi Bassi | 6'19"47 |
| 3    | Bart Swings           | Belgio      | 6'20"92 |
| 4    | Koen Verweij          | Paesi Bassi | 6'21"59 |
| 5    | Sverre Lunde Pedersen | Norvegia    | 6'19"07 |

| Pos. | Atleta                | Nazione     | Tempo   |
| ---- | --------------------- | ----------- | ------- |
| 1    | Koen Verweij          | Paesi Bassi | 1'45"93 |
| 2    | Konrad Niedźwiedzki   | Polonia     | 1'46"16 |
| 3    | Zbigniew Bródka       | Polonia     | 1'46"19 |
| 4    | Sverre Lunde Pedersen | Norvegia    | 1'46"28 |
| 5    | Jan Szymański         | Polonia     | 1'46"39 |

| Pos. | Atleta                | Nazione     | Tempo     |
| ---- | --------------------- | ----------- | --------- |
| 1    | Jan Blokhuijsen       | Paesi Bassi | 13'07"22  |
| 2    | Koen Verweij          | Paesi Bassi | 13'13"45  |
| 3    | Bart Swings           | Belgio      | 13'17"41§ |
| 4    | Sverre Lunde Pedersen | Norvegia    | 13'20"50  |
| 5    | Håvard Bøkko          | Norvegia    | 13'22"09  |

### Classifica generale
| Pos.    | Atleta                | Nazione     | 500 m      | 5000 m       | 1500 m       | 10000 m      | Punti   |
| ------- | --------------------- | ----------- | ---------- | ------------ | ------------ | ------------ | ------- |
| Oro     | Jan Blokhuijsen       | Paesi Bassi | 36"61 (7)  | 6'15"89 (1)  | 1'46"91 (9)  | 13'07"22 (1) | 149,196 |
| Argento | Koen Verweij          | Paesi Bassi | 36"11 (4)  | 6'21"59 (4)  | 1'45"93 (1)  | 13'13"45 (2) | 149,251 |
| Bronzo  | Håvard Bøkko          | Norvegia    | 35"99 (1)  | 6'22"97 (7)  | 1'46"51 (6)  | 13'22"09 (5) | 149,894 |
| 4       | Bart Swings           | Belgio      | 36"80 (12) | 6'20"92 (3)  | 1'46"53 (7)  | 13'17"41 (3) | 150,272 |
| 5       | Sverre Lunde Pedersen | Norvegia    | 36"67 (9)  | 6'21"81 (5)  | 1'46"28 (4)  | 13'20"50 (4) | 150,302 |
| 6       | Renz Rotteveel        | Paesi Bassi | 36"66 (8)  | 6'22"82 (6)  | 1'46"69 (8)  | 13'26"75 (6) | 150,842 |
| 7       | Douwe de Vries        | Paesi Bassi | 37"29 (20) | 6'19'47 (2)  | 1'47"38 (10) | 13'28"99 (7) | 151,479 |
| 8       | Jan Szymański         | Polonia     | 36"35 (6)  | 6'26"38 (8)  | 1'46"39 (5)  | 13'53"34 (8) | 152,118 |
| 9       | Konrad Niedźwiedzki   | Polonia     | 36"06 (2)  | 6'32"62 (12) | 1'46"16 (2)  |              | 110,708 |
| 10      | Zbigniew Bródka       | Polonia     | 36"07 (3)  | 6'34"18 (15) | 1'46"19 (3)  |              | 110,884 |
| 11      | Sergej Grjazcov       | Russia      | 36"81 (13) | 6'31"01 (11) | 1'47"90 (11) |              | 111,877 |
| 12      | Fredrik van der Horst | Norvegia    | 37"07 (18) | 6'29"88 (10) | 1'49"61 (15) |              | 112,594 |
| 13      | Haralds Silovs        | Lettonia    | 36"79 (11) | 6'36"59 (17) | 1'48"66 (13) |              | 112,669 |
| 14      | Andrea Giovannini     | Italia      | 36"86 (15) | 6'33"87 (14) | 1'50"48 (19) |              | 113,073 |
| 15      | Luca Stefani          | Italia      | 36"90 (16) | 6'34"32 (16) | 1'50"63 (21) |              | 113,208 |
| 16      | Aleksej Suvorov       | Russia      | 37"15 (19) | 6'40"63 (20) | 1'48"39 (12) |              | 113,343 |
| 17      | David Andersson       | Svezia      | 36"33 (5)  | 6'44"92 (23) | 1'49"64 (17) |              | 113,368 |
| 18      | Piotr Puszkarski      | Polonia     | 36"68 (10) | 6'42"79 (22) | 1'50"10 (18) |              | 113,659 |
| 19      | Evgenij Serjaev       | Russia      | 37"84 (25) | 6'29"49 (9)  | 1'50"62 (20) |              | 113,662 |
| 20      | Bram Smallenbroek     | Austria     | 36"83 (14) | 6'45"04 (24) | 1'49"61 (15) |              | 113,870 |
| 21      | Robert Lehmann        | Germania    | 37"69 (22) | 6'33"26 (13) | 1'51"00 (22) |              | 114,016 |
| 22      | Konrád Nagy           | Ungheria    | 37"46 (21) | 6'42"06 (21) | 1'49"59 (14) |              | 114,196 |
| 23      | Ewen Fernandez        | Francia     | 37"71 (23) | 6'38"76 (19) | 1'52"46 (23) |              | 115,072 |
| 24      | Nils van der Poel     | Svezia      | 38"51 (28) | 6'38"09 (18) | 1'53"47 (24) |              | 116,142 |
| 25      | Vital' Michajlaŭ      | Bielorussia | 36"94 (17) | 6'50"79 (28) |              |              | 78,019  |
| 26      | Linus Heidegger       | Austria     | 37"75 (24) | 6'45"90 (26) |              |              | 78,340  |
| 27      | Livio Wenger          | Svizzera    | 38"24 (26) | 6'46"14 (27) |              |              | 78,854  |
| 28      | Jonas Pflug           | Germania    | 38"36 (27) | 6'45"82 (25) |              |              | 78,942  |
| 29      | Stefan Due Schmidt    | Danimarca   | 38"69 (31) | 6'51"89 (29) |              |              | 79,879  |
| 30      | Zdeněk Haselsberger   | Rep. Ceca   | 38"59 (29) | 7'02"70 (31) |              |              | 80,860  |
| 31      | Wannes van Praet      | Belgio      | 38"65 (30) | 7'02"24 (30) |              |              | 80,874  |

## Campionati femminili
| Pos. | Atleta                   | Nazione     | Tempo |
| ---- | ------------------------ | ----------- | ----- |
| 1    | Ireen Wüst               | Paesi Bassi | 38"77 |
| 2    | Karolína Erbanová        | Rep. Ceca   | 38"80 |
| 3    | Julija Skokova           | Russia      | 39"01 |
| 4    | Ekaterina Šichova        | Russia      | 39"14 |
| 5    | Katarzyna Bachleda-Curuś | Polonia     | 39"59 |

| Pos. | Atleta            | Nazione     | Tempo   |
| ---- | ----------------- | ----------- | ------- |
| 1    | Ireen Wüst        | Paesi Bassi | 4'02"02 |
| 2    | Yvonne Nauta      | Paesi Bassi | 4'02"63 |
| 3    | Martina Sáblíková | Rep. Ceca   | 4'04"22 |
| 4    | Marije Joling     | Paesi Bassi | 4'04"24 |
| 5    | Claudia Pechstein | Germania    | 4'06"53 |

| Pos. | Atleta            | Nazione     | Tempo   |
| ---- | ----------------- | ----------- | ------- |
| 1    | Ireen Wüst        | Paesi Bassi | 1'54"87 |
| 2    | Julija Skokova    | Russia      | 1'57"02 |
| 3    | Yvonne Nauta      | Paesi Bassi | 1'57"28 |
| 4    | Ol'ga Graf        | Russia      | 1'57"40 |
| 5    | Martina Sáblíková | Rep. Ceca   | 1'57"46 |

| Pos. | Atleta            | Nazione     | Tempo   |
| ---- | ----------------- | ----------- | ------- |
| 1    | Martina Sáblíková | Rep. Ceca   | 6'58"13 |
| 2    | Yvonne Nauta      | Paesi Bassi | 6'59"32 |
| 3    | Ireen Wüst        | Paesi Bassi | 7'03"40 |
| 4    | Claudia Pechstein | Germania    | 7'05"44 |
| 5    | Diane Valkenburg  | Paesi Bassi | 7'09"41 |

### Classifica generale
| Pos.    | Atleta                    | Nazione     | 500 m      | 5000 m       | 1500 m       | 10000 m     | Punti   |
| ------- | ------------------------- | ----------- | ---------- | ------------ | ------------ | ----------- | ------- |
| Oro     | Ireen Wüst                | Paesi Bassi | 38"77 (1)  | 4'02"02 (1)  | 1'54"87 (1)  | 7'03"40 (3) | 159,736 |
| Argento | Yvonne Nauta              | Paesi Bassi | 40"79 (16) | 4'02"63 (2)  | 1'57"28 (3)  | 6'59"32 (2) | 162,253 |
| Bronzo  | Martina Sáblíková         | Rep. Ceca   | 40"89 (19) | 4'04"22 (3)  | 1'57"46 (5)  | 6'58"13 (1) | 162,559 |
| 4       | Diane Valkenburg          | Paesi Bassi | 39"79 (7)  | 4'06"82 (6)  | 1'57"76 (7)  | 7'09"41 (5) | 163,120 |
| 5       | Julija Skokova            | Russia      | 39"01 (3)  | 4'08"28 (7)  | 1'57"02 (2)  | 7'22"09 (8) | 163,605 |
| 6       | Ol'ga Graf                | Russia      | 40"05 (8)  | 4'08"31 (8)  | 1'57"40 (4)  | 7'12"57 (6) | 163,825 |
| 7       | Claudia Pechstein         | Germania    | 40"40 (14) | 4'06"53 (5)  | 1'59"49 (15) | 7'05"44 (4) | 163,862 |
| 8       | Marije Joling             | Paesi Bassi | 40"09 (9)  | 4'04"24 (4)  | 1'58"92 (11) | 7'17"43 (7) | 164,179 |
| 9       | Ekaterina Šichova         | Russia      | 39"14 (4)  | 4'10"15 (10) | 1'57"47 (6)  |             | 119,987 |
| 10      | Katarzyna Bachleda-Curuś  | Polonia     | 39"59 (5)  | 4'09"80 (9)  | 1'59"00 (13) |             | 120,899 |
| 11      | Evgenija Dmitrieva        | Russia      | 39"59 (5)  | 4'10"56 (11) | 1'58"67 (9)  |             | 120,906 |
| 12      | Luiza Złotkowska          | Polonia     | 40"32 (13) | 4'13"46 (14) | 1'58"00 (8)  |             | 121,896 |
| 13      | Natalia Czerwonka         | Polonia     | 40"28 (12) | 4'13"42 (13) | 1'58"95 (12) |             | 122,166 |
| 14      | Ida Njåtun                | Norvegia    | 40"19 (10) | 4'14"26 (15) | 1'58"89 (10) |             | 122,196 |
| 15      | Jelena Peeters            | Belgio      | 40"82 (18) | 4'10"76 (12) | 1'59"12 (14) |             | 122,319 |
| 16      | Karolína Erbanová         | Rep. Ceca   | 38"80 (2)  | 4'25"61 (21) | 2'00"08 (16) |             | 123,094 |
| 17      | Kaitlyn McGregor          | Svizzera    | 40"43 (15) | 4'19"88 (18) | 2'00"28 (17) |             | 123,836 |
| 18      | Jennifer Bay              | Germania    | 41"26 (22) | 4'15"54 (17) | 2'03"37 (20) |             | 124,973 |
| 19      | Camilla-Hallås Farestveit | Norvegia    | 42"15 (25) | 4'15"04 (16) | 2'02"95 (18) |             | 125,639 |
| 20      | Francesca Bettrone        | Italia      | 40"24 (11) | 4'27"12 (23) | 2'03"28 (19) |             | 125,853 |
| 21      | Sofie Karoline Haugen     | Norvegia    | 40"80 (17) | 4'26"16 (22) | 2'03"64 (21) |             | 126,373 |
| 22      | Daniela Oltean            | Romania     | 41"44 (23) | 4'22"99 (20) | 2'03"99 (22) |             | 126,601 |
| 23      | Taccjana Michajlava       | Bielorussia | 41"05 (21) | 4'27"57 (24) | 2'04"41 (23) |             | 127,115 |
| 24      | Saskia Alusalu            | Estonia     | 43"02 (26) | 4'22"53 (19) | 2'07"72 (24) |             | 129,348 |
| 25      | Nikola Zdráhalová         | Rep. Ceca   | 41"86 (24) | 4'33"66 (25) |              |             | 87,470  |
| 26      | Johanna Östlund           | Svezia      | 40"99 (20) | DSQ          |              |             |         |
| 27      | Sara Bak-Briand           | Danimarca   | 46"45 (27) |              |              |             | 46,450  |